# Hofheim in Unterfranken
Pour les articles homonymes, voir Hofheim.
Hofheim in Unterfranken est une ville de Bavière (Allemagne), située dans l'arrondissement de Hassberge, dans le district de Basse-Franconie.

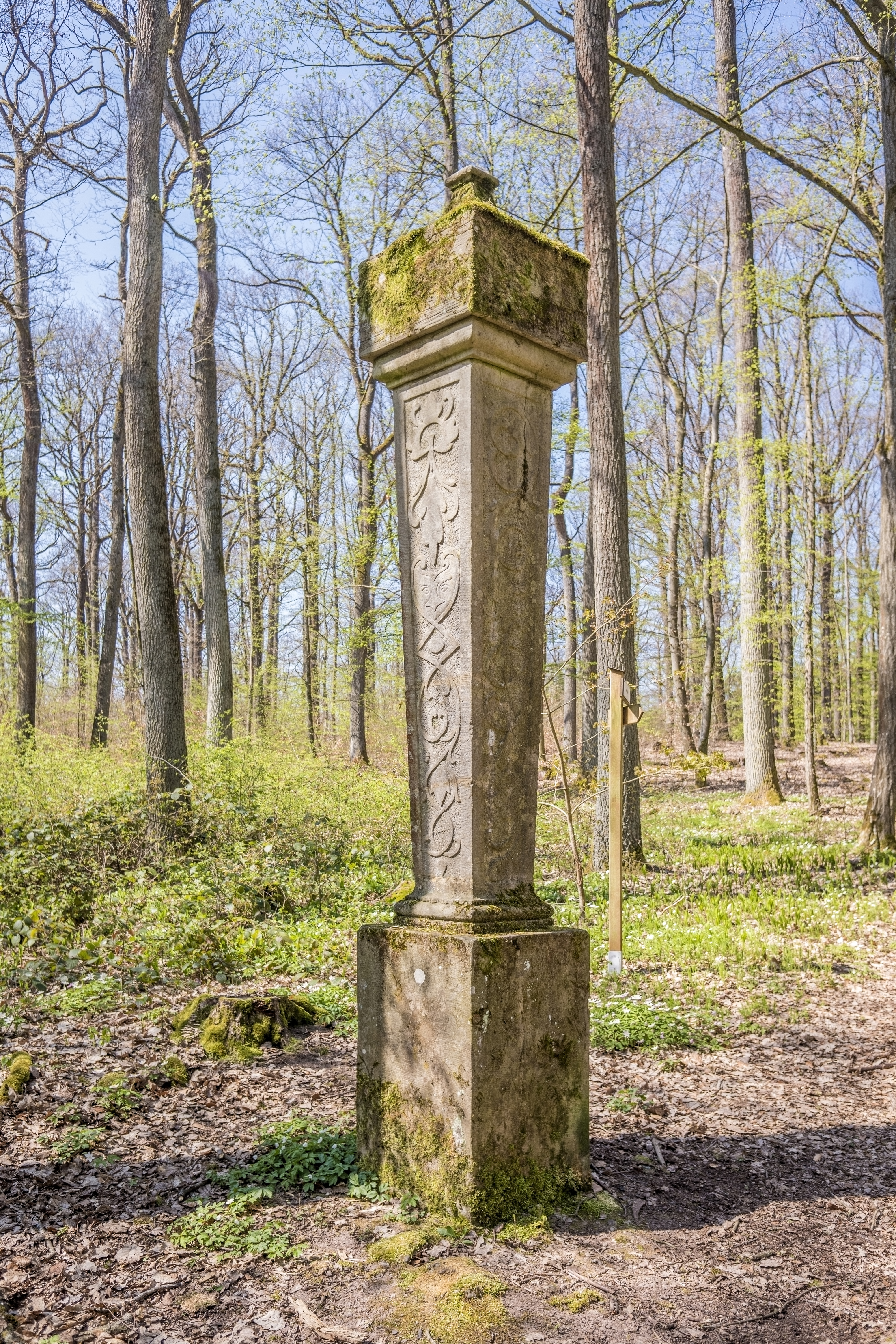
Bildstock dans un parc d'Hofheim in Unterfranken